# Henryognathus
Henryognathus is een geslacht van wantsen uit de familie van de Miridae (Blindwantsen). Het geslacht werd voor het eerst wetenschappelijk beschreven door Schuh & Salas in 2018.

## Soorten
Het genus is monotypisch en bevat alleen de volgende soort:

- Henryognathus thomasi Schuh & Salas, 2018